# Androuet du Cerceau
Androuet du Cerceau ist der Familienname einer protestantischen französischen Dynastie des 16. und des 17. Jahrhunderts. Sie brachte mehrere Architekten, Baumeister und Künstler hervor. 
1. Generation
- Jacques I. Androuet du Cerceau (* zwischen 1510 und 1520; † um 1586)

2. Generation
- Baptiste Androuet du Cerceau (* zwischen 1540 und 1544; † 1590), ältester Sohn von Jacques I. Androuet du Cerceau
- Jacques II. Androuet du Cerceau (* um 1550; † 1614), Sohn von Jacques I. Androuet du Cerceau
- Charles Androuet du Cerceau, Sohn von Jacques I. Androuet du Cerceau

3. Generation
- Jean Androuet du Cerceau (* 1585; † 1649), Sohn von Baptiste Androuet du Cerceau, Architekt
- Jacques III. Androuet du Cerceau, vermutlich Sohn von Jacques II. Androuet du Cerceau
- René Androuet du Cerceau, Enkel von Jacques I. Androuet du Cerceau, vermutlich Sohn von Charles Androuet du Cerceau
- Jean II. Androuet du Cerceau (* 1623 Verneuil-sur-Oise), Enkel von Jacques I. Androuet du Cerceau.
- Paul Androuet du Cerceau (* um 1623; † 1710), Zeichner, Goldschmied und Graveur
- Gabriel Androuet du Cerceau (Guillaume Gabriel Androuet du Cerceau; † 1728), Sohn von Paul Androuet du Cerceau, Architekt und Designer